# La Maya (Espagne)
Pour les articles homonymes, voir La Maya.
La Maya est une commune de la province de Salamanque dans la communauté autonome de Castille-et-León en Espagne.

### Sources
- (es) Cet article est partiellement ou en totalité issu de l’article de Wikipédia en espagnol intitulé « La Maya » (voir la liste des auteurs).